# John Moresby
John Moresby (Allerford, 15 maart 1830 - Fareham, 12 juli 1922) was een Brits marineofficier.

## Biografie
Moresby werd geboren in 1830 in Allerford, Somerset als zoon van admiraal Fairfax Moresby (1786-1877). Hij begon te werken op de HMS Victor op jonge leeftijd. Later werd hij gezagvoerder over de HMS Basilisk waarmee hij onderzoekingen deed in Nieuw-Guinea. Hier ontdekte hij een haven, die hij naar zijn vader noemde. Dit werd later de hoofdstad van Papoea-Nieuw-Guinea, Port Moresby. Hij werd later bevorderd tot Rear Admiral. 
Moresby overleed in 1922 op 92-jarige leeftijd. Zijn dochter, Elizabeth Louise Moresby (1862-1931), werd een bekende schrijfster.